# Le Chef-d'œuvre inconnu
Le Chef-d’œuvre inconnu est une nouvelle d’Honoré de Balzac publiée dans le journal L'Artiste sous le titre Maître Frenhofer, en août 1831, puis, toujours dans le même journal, sous le titre Catherine Lescault, conte fantastique, la même année. Parue une nouvelle fois dans les Études philosophiques, en 1837, elle est intégrée à La Comédie humaine en 1846. Cette nouvelle est séparée en deux chapitres : Gillette et Catherine Lescault.
Le Chef-d’œuvre inconnu constitue une réflexion sur l’art et l'amour, barrière entre l'éphémère et l'immortel.
Incipit :

« Vers la fin de l’année 1612, par une froide matinée de décembre, un jeune homme dont le vêtement était de très mince apparence, se promenait devant la porte d’une maison située rue des Grands-Augustins, à Paris. »

## Résumé
Le jeune Nicolas Poussin, encore inconnu, rend visite au peintre Porbus dans son atelier. Il est accompagné du vieux maître Frenhofer, qui émet de savants commentaires sur le grand tableau que Porbus vient de terminer. Il s’agit de Marie l'Égyptienne, dont Frenhofer fait l’éloge, mais qui lui paraît incomplet. En quelques coups de pinceau, le vieux peintre métamorphose le tableau de Porbus au point que Marie l’Égyptienne semble renaître après son intervention. Toutefois, si Frenhofer domine parfaitement la technique, il lui manque, pour son propre ouvrage, La Belle Noiseuse, toile sur laquelle il travaille depuis dix ans, le modèle en art idéal, une femme qui lui inspirerait la perfection vers laquelle il tend sans jamais l’atteindre. Ce futur chef-d’œuvre, que personne n’a encore jamais vu, serait le portrait de Catherine Lescault.
Nicolas Poussin propose au vieux maître de faire poser la femme qu’il aime : la belle Gillette, ce que Frenhofer accepte. La beauté de Gillette l’inspire à tel point qu’il termine La Belle Noiseuse très rapidement. Mais, lorsque Poussin et Porbus sont conviés à l’admirer, ils n’aperçoivent sur la toile qu’une petite partie d’un pied magnifique perdu dans une débauche de couleurs. La déception qui se lit sur leurs visages pousse le maître au désespoir. Le lendemain, Frenhofer brûle toutes ses toiles avant de périr dans l’incendie de son atelier.

## Adaptations

### Picasso etLe Chef-d’œuvre inconnu

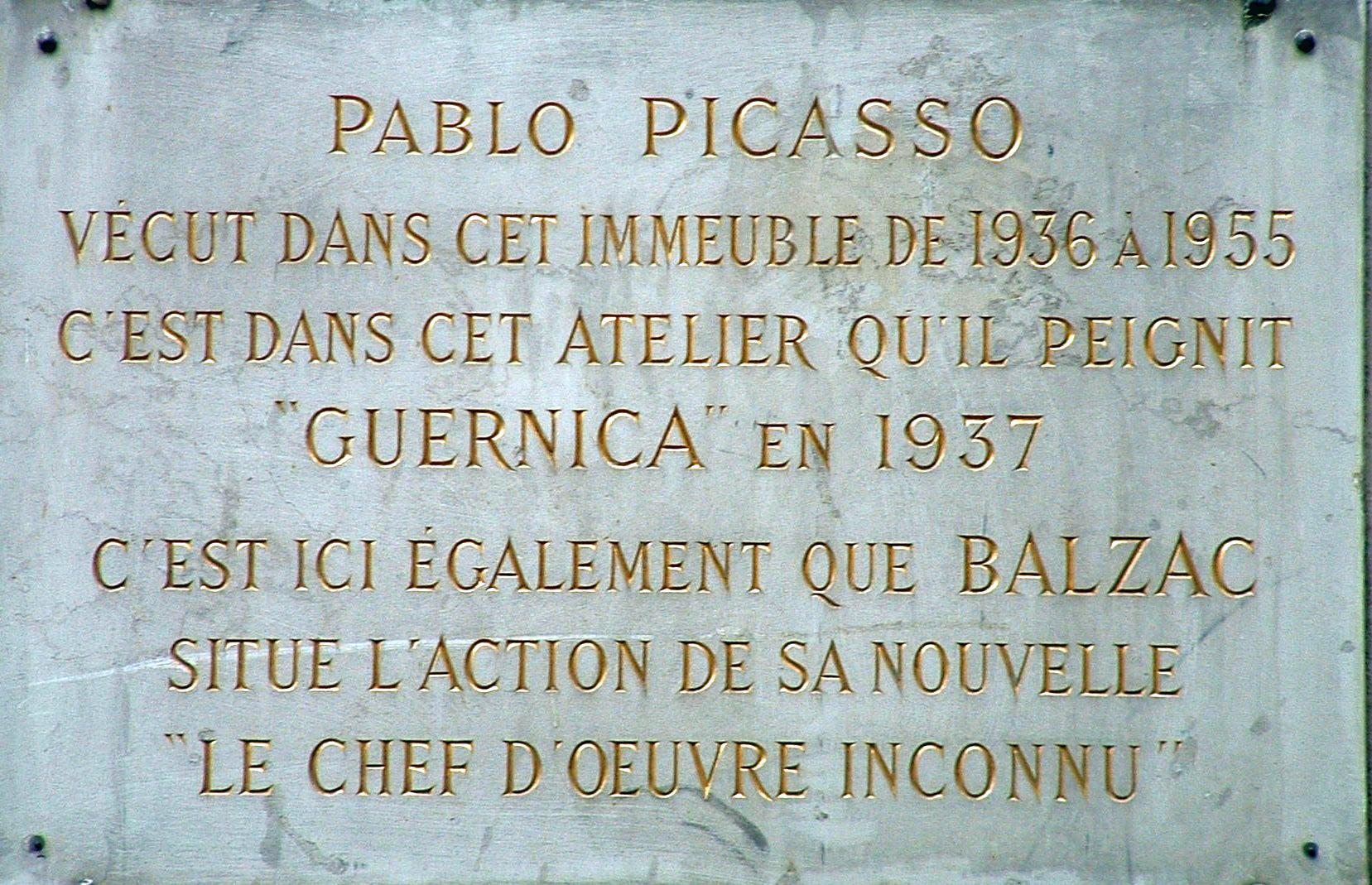
Plaque commémorative du 7, rue des Grands-Augustins.

Ambroise Vollard propose en 1931 à Picasso d’illustrer Le Chef-d’œuvre inconnu.
L’histoire, qui met en scène le vieux peintre Frenhofer, permet à Picasso, fasciné par le texte, de s’identifier d’autant plus aisément à celui-ci que l’atelier de Frenhofer se situe non loin de celui de Pourbus, rue des Grands-Augustins.
Peu de temps après la proposition de Vollard, Picasso va d'ailleurs louer un atelier au numéro 7 de cette même rue, où il peindra son chef-d’œuvre, Guernica. Picasso demeura dans cet atelier pendant la Seconde Guerre mondiale.
Une plaque commémorative sur la façade rappelle ces deux épisodes.

### Jacques Rivette etLa Belle Noiseuse
Le Chef-d’œuvre inconnu a inspiré à Jacques Rivette le film La Belle Noiseuse en 1991. C'est Bernard Dufour qui « tenait le pinceau » de l'artiste.

## Exposition
- Le chef-d'oeuvre inconnu, entre génie et folie, Maison de Balzac, Paris (2021-22)[3]